# Cedar Bay nationalpark
Cedar Bay nationalpark är en nationalpark i Queensland i nordöstra Australien. Nationalparken grundades 1977 och har en yta på 56,5 km².